# Joseph Albert (Fotograf)

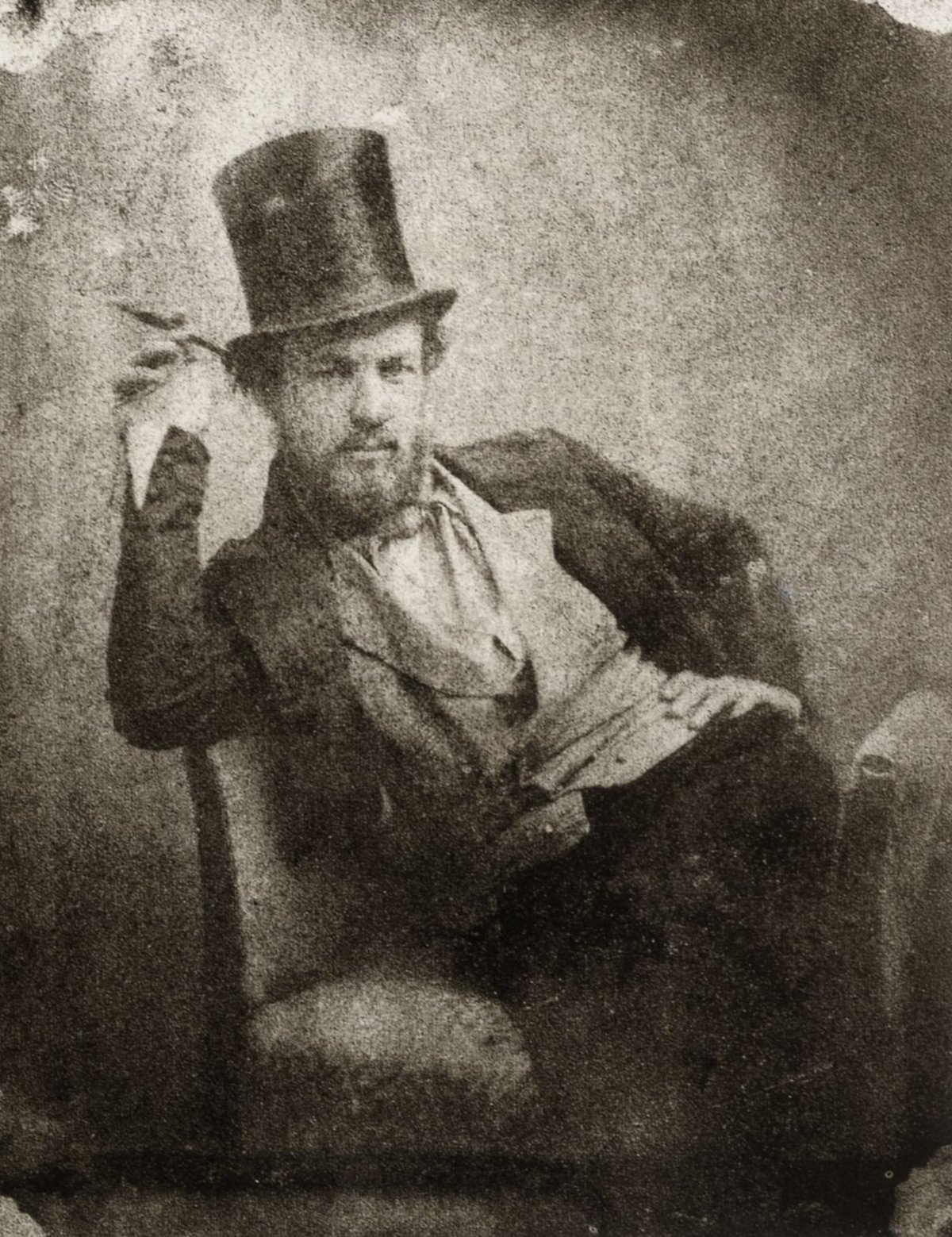
Joseph Albert, Fotografie von Alois Löcherer, um 1850

Joseph Albert (* 5. März 1825 in München; † 5. Mai 1886 ebenda) war ein deutscher Fotograf und Erfinder. Er war Hoffotograf des bayerischen Königshauses, entwickelte den Lichtdruck maßgeblich weiter und erfand den Farblichtdruck.

## Leben

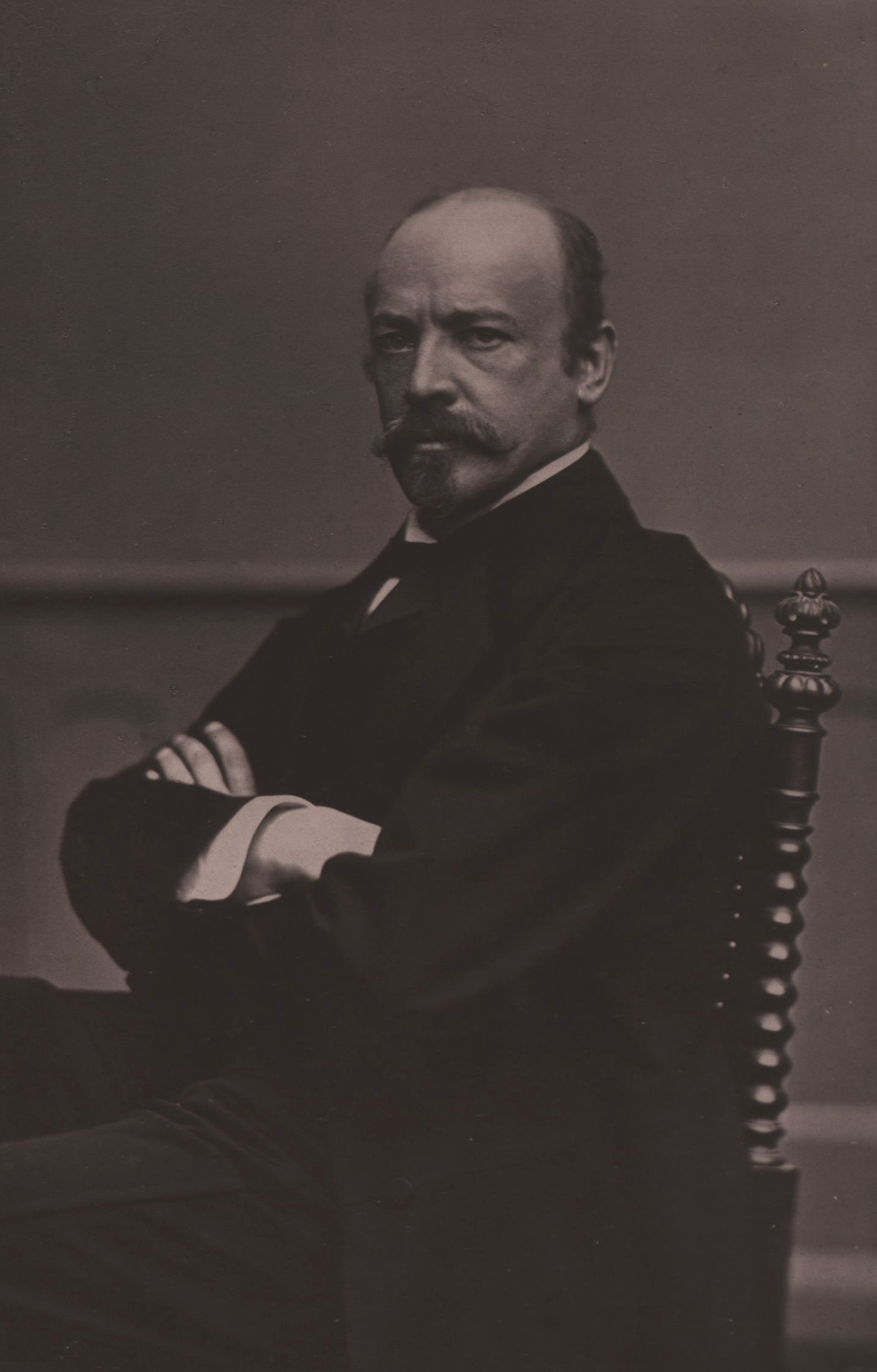
Joseph Albert

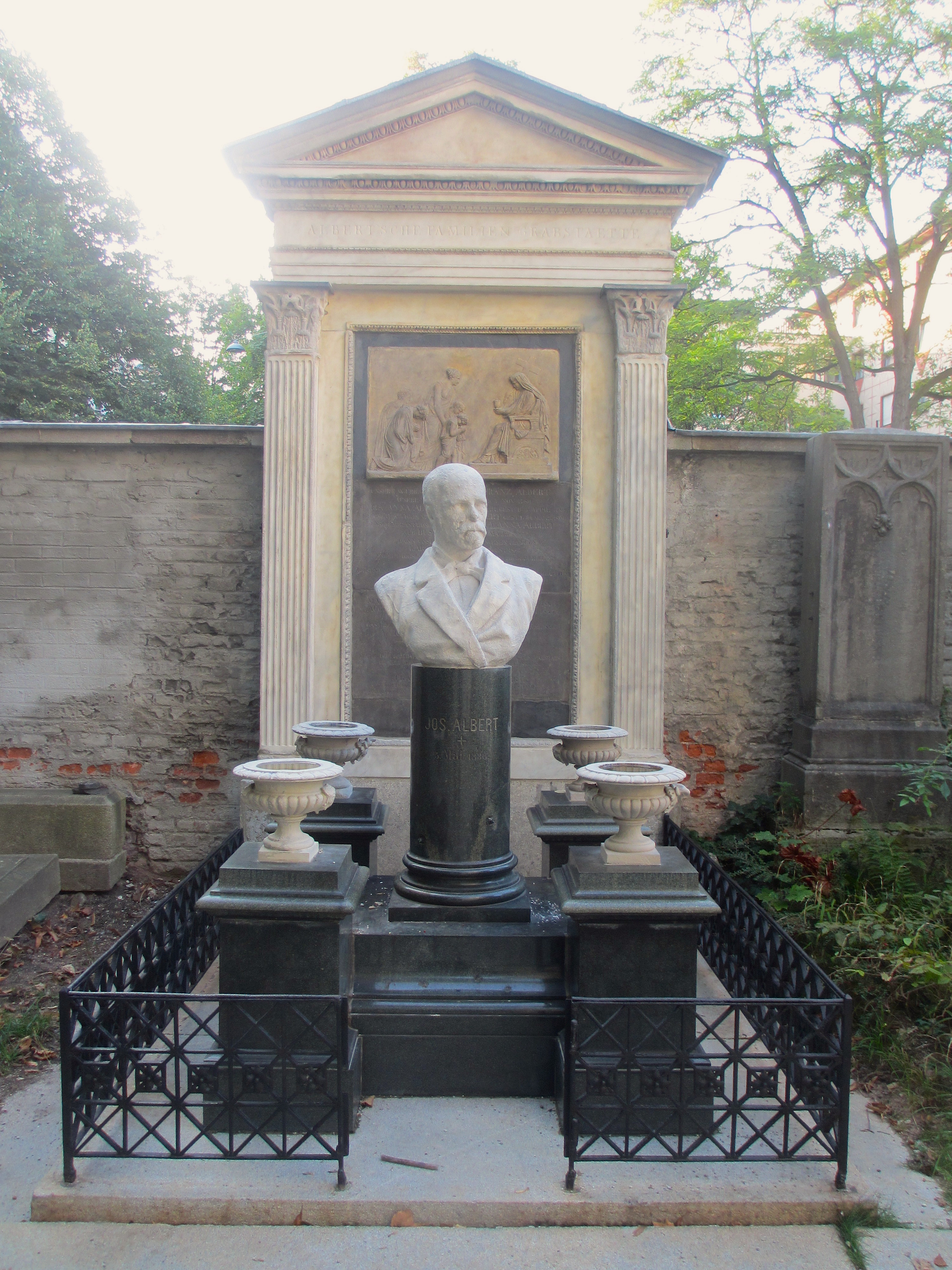
Grab von Joseph Albert auf dem Alten Südlichen Friedhof in München

Nach Studien der Physik und Chemie eröffnete Albert 1850 ein Fotoatelier in Augsburg. Er entwickelte den Lichtdruck, das erste fotomechanische Druckverfahren, durch den Einsatz von Glasplatten weiter.
Albert wurde 1857 zum „Hofphotographen“ des bayerischen Königshauses ernannt und kehrte 1858 nach der Trennung von seiner Frau nach München zurück, wo er das Bürgerrecht erwarb. Er porträtierte die königliche Familie, insbesondere König Ludwig II., und dokumentierte dessen zahlreiche Bauvorhaben und unternahm Fotoreisen zu seinen Schlössern. Außerdem beschäftigte er sich mit der Reproduktion von Grafiken und Gemälden.
Sein Atelierhaus stattete er mit einer Solarkamera von Hoffotograf Jacob Wothly aus. Jacob Wothly und Joseph Albert inspirierten Friedrich Wilhelm Hackländer zu seiner Romanfigur Wilbert.
1860 trat der Chemiker und spätere Erfinder Johann Baptist Obernetter in Alberts Atelier ein.
1867 fotografierte er König Ludwig II. von Bayern im Alter von 22 Jahren. 
Auf der dritten Ausstellung für photographische Arbeiten in Hamburg stellte er 1868 seine Fotografien unter dem Namen Albertotypie aus. Er betrieb einen Kunstverlag, eine photographische Druckanstalt und hatte 1873 50 Mitarbeiter. 1876 folgte als Weiterentwicklung der Farblichtdruck.
Joseph Albert heiratete 1853 in erster Ehe Maria Anna Deuringer (Augsburg, 3. August 1826 bis 14. Februar 1910). Die Ehe wurde 1877/78 nach 15 Jahre geschieden. Ein Jahr später heiratete Joseph Albert wieder, und zwar die Münchnerin Pauline Schlosser, die Tochter eines Magistratsoffizianten (München-Hirschau, 30. Juni 1842 bis 16. März 1913). Nach dem Tod ihres Mannes wurde der Witwe erlaubt, den Titel eines Hofphotographen weiter zu führen. Mitinhaber der Firma wurde 1895 der königliche Hof-Kunsthändler Adalbert Roeper (* 1863–?).
Der Sohn aus erster Ehe, Eugen Albert (1856–1929), trat in die Fußstapfen des Vaters und gründete 1882 die Photographische Union. Außerdem entwickelte er die reproduktionstechnischen Verfahren bis zum Offset-Druck weiter.

## Bildnis
- in: Photographische Korrespondenz 23, 1886.
- München, Deutsches Museum, Porträtsammlung.
- Eine Zeichnung von Alberts Atelier: Stadtmuseum München (s. Abb. in: Münchener Mosaik, Jg. 1939, Mai-Heft).

## Grabstätte
Die Grabstätte von Joseph Albert befindet sich auf dem Alten Südlichen Friedhof in München (Mauer Rechts Platz 15/16 bei Gräberfeld 2 - Standort).
In diesem Grab befinden sich mehrere Mitglieder der Familie Albert wie auch Joseph Alberts Sohn Eugen Albert.

## Galerie

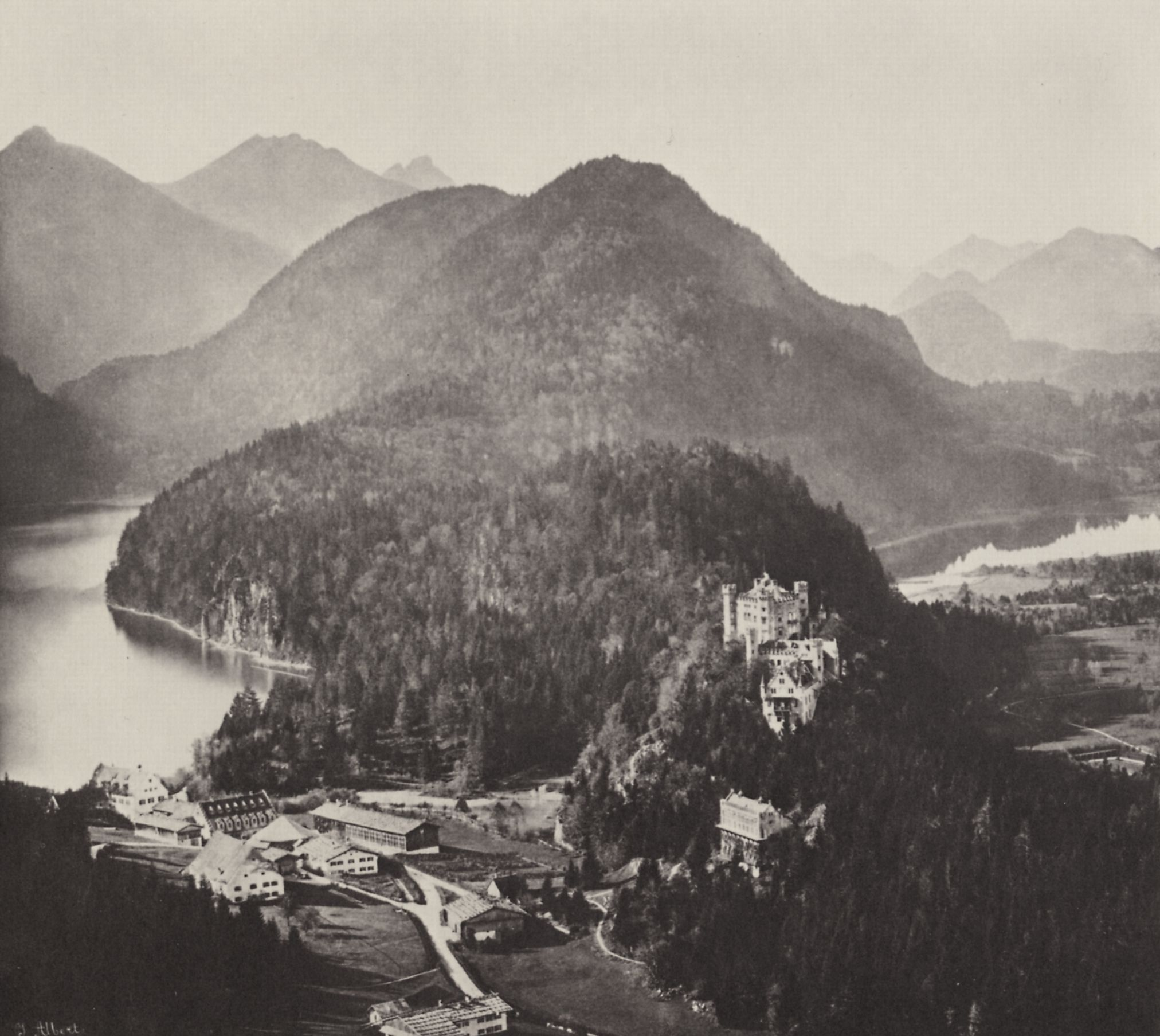
Joseph Albert: Hohenschwangau mit Alpsee, 1857
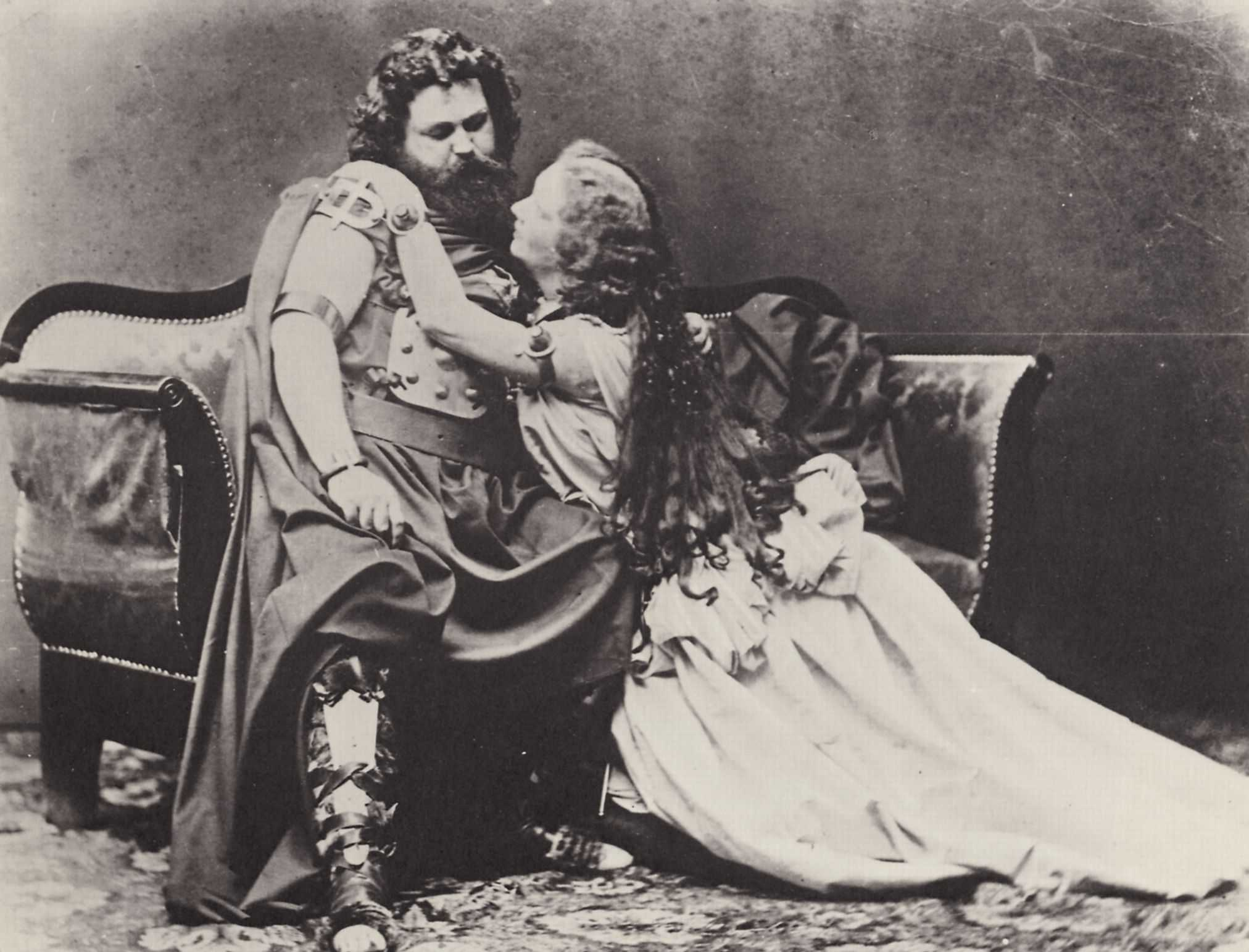
Joseph Albert: Ludwig und Malwine Schnorr von Carolsfeld als »Tristan« und »Isolde« der Münchner Uraufführung, 1865
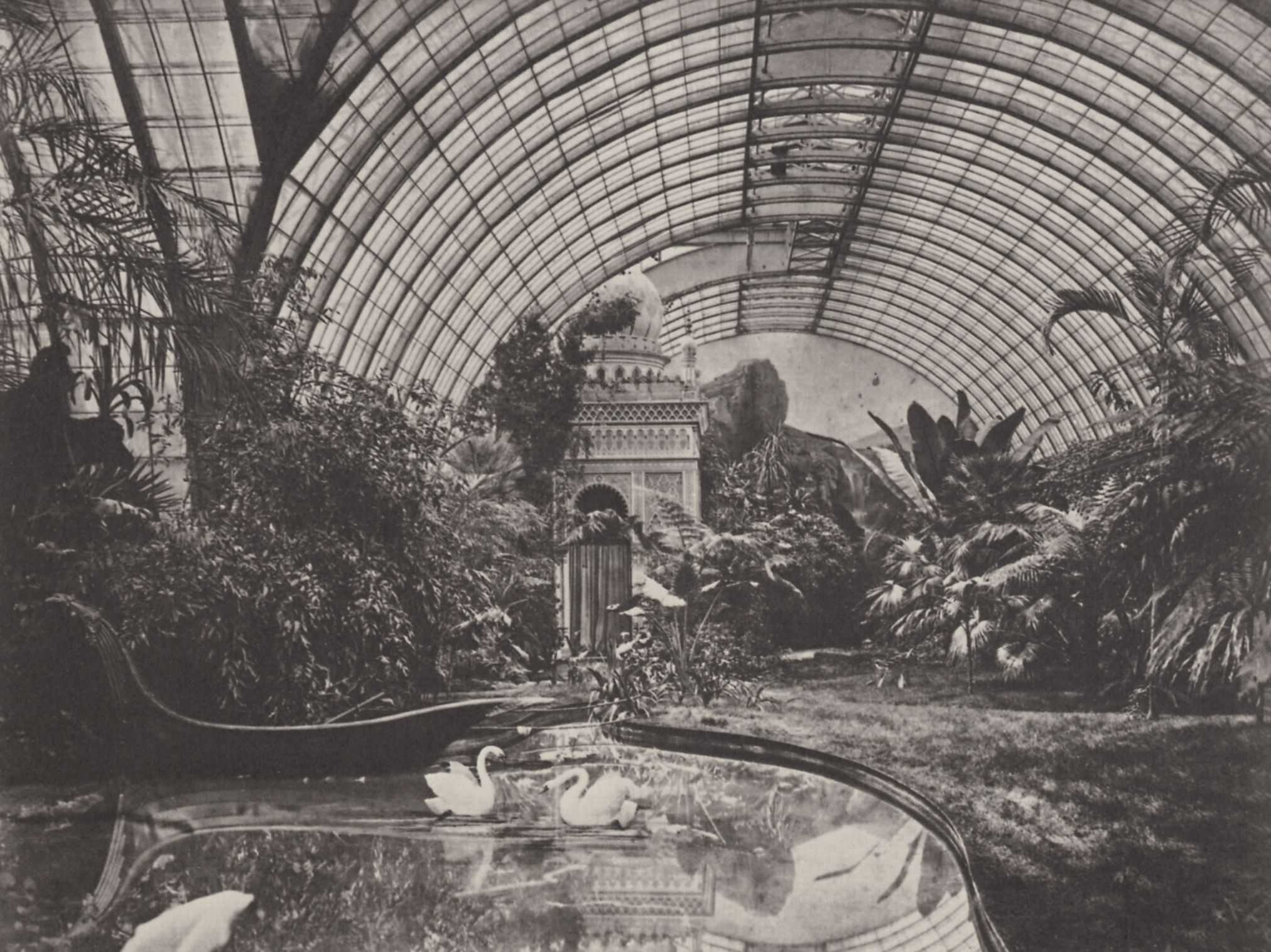
Joseph Albert: München, Residenz – Wintergarten König Ludwigs II., um 1870
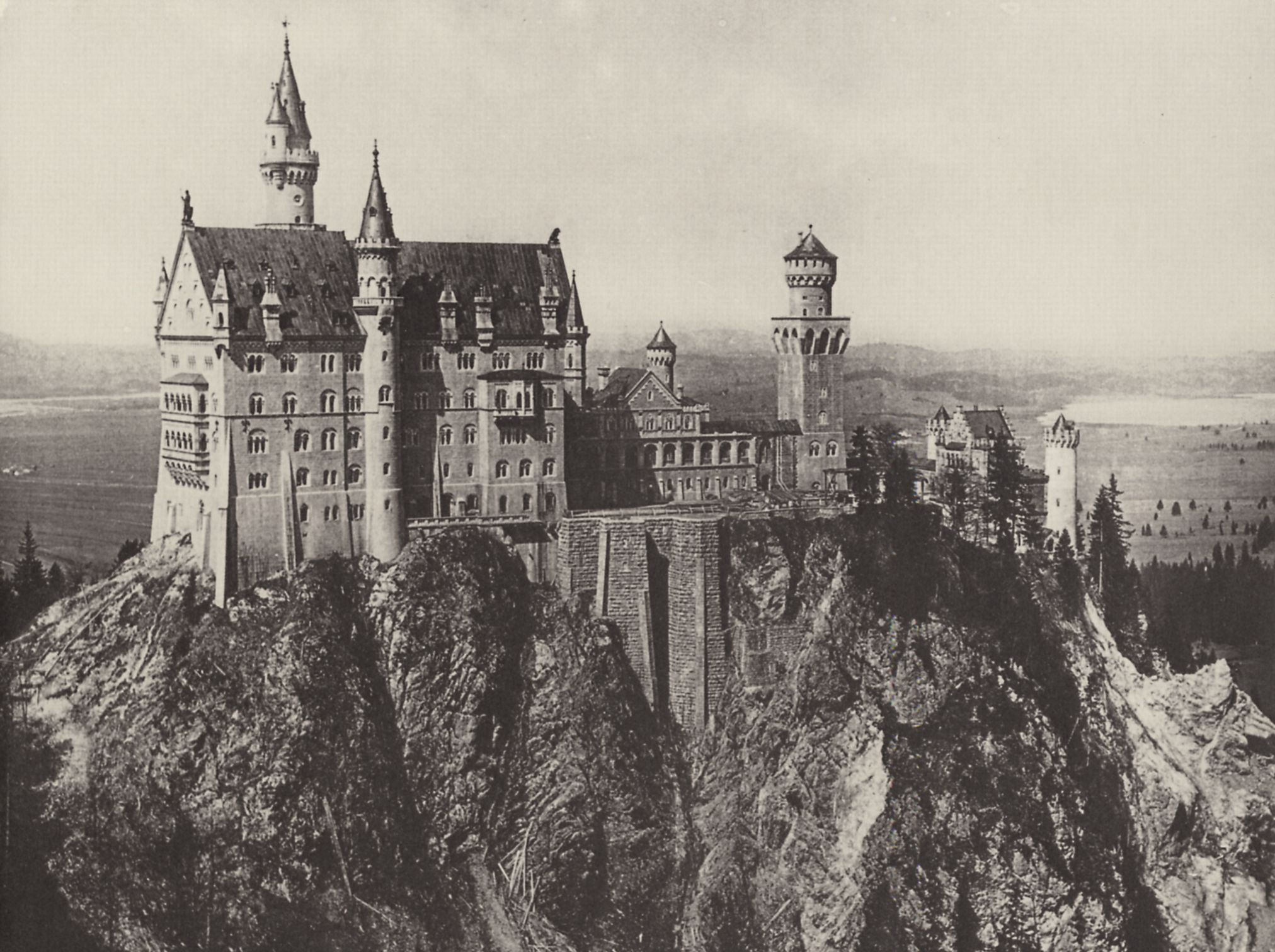
Joseph Albert: Schloss Neuschwanstein, 1886

## Auszeichnungen
- Medaille „Für werthvolle Reproduktionen nach Gemälden und Kunstgegenständen“ auf der Internationalen Ausstellung für photographische Bilder in London (1862?)[5]
- k. u. k. Hof-Photograph
- Große goldene Medaille für Kunst und Wissenschaft von Franz Joseph I., Kaiser von Österreich[6]
- 1867. Bronzene Medaille für Reproduktionen (5. Abt.); Preise für Photographien und photographische Apparate bei der Pariser Weltausstellung[7]
- Ehrenmitgliedschaft der Wiener Photographischen Gesellschaft 18. Dezember 1868[8]
- 1868. Goldmedaille auf der Ausstellung für photographische Arbeiten in Hamburg.[9]
- 1870. Medaille, Paris.[10]
- 1872. Preussischer Kronenorden vierter Klasse[11]
- 1874. Ritterkreuz des österreichischen Franz-Joseph-Ordens
- 1887. Eine goldene Medaille auf der allgemeinen photographischen Ausstellung in Frankfurt.[12]

## Mitarbeiter
- Julius Adam[13][14]
- Ludwig Fröschle[13]
- Anton Meier[13]
- Friedrich Radl

## Sekundärliteratur
- o. N.: Alberts neues Druckverfahren. In Hermann Vogel (Hrsg.): Photographische Mitteilungen, 6. Jg., Robert Oppenheim, Berlin 1870, S. 154ff.
- August Albert: Technischer Führer durch die Reproduktions-verfahren und deren Bezeichnungen, Wilhelm Knapp, Halle/S. 1908 (online, University of Michigan), (Albertotypie) S. 7, (Lichtdruck) S. 145, (Lichtdruck, unveränderlicher) S. 158, (Prismatische Photographie) S. 239.
- Hermann Krone: Der Albert'sche Lichtdruck, in: Hermann Krone (Hrsg.): Helios, Hermann Krone phot. Kunst-Verlag, Leipzig 1870, S. 89–92.